# طانسية
الطانسية (الاسم العلمي: Tanacetopsis) هي جنس من النباتات تتبع الفصيلة النجمية من رتبة النجميات.

## أنواع الطانسية
- طانسية أفغانية
- طانسية بوبوفية
- طانسية ريشية
- طانسية فرغانية
- طانسية مؤنفة